# Teatre ídix
El Teatre ídix és un estil de teatre jueu que es va desenvolupar entre els jueus asquenazites d'Europa de l'Est. Aquesta tradició és tan dramàticament original de la cultura jueva com la música klezmer.

## Els orígens del teatre ídix
El teatre ídix va néixer a l'edat mitjana. El teatre estava fortament influenciat per les formes artístiques del món cristià: trobadors, malabaristes, i comediants. Al segle xvi, les companyies itinerants jueves actuaven per a les comunitats jueves, per això van desenvolupar un repertori i uns personatges apropiats per representar en les cerimònies familiars o en públic. La festa de Purim va tenir un paper vital en el naixement del teatre ídix. De fet, aquesta festivitat jueva té lloc al febrer o al març, i convida a la transgressió, la inversió de les jerarquies socials, i a l'ús de màscares. El repertori començava amb la representació del pergamí d'Ester per un o més actors disfressats o emmascarats. Els fragments més antics disponibles daten de principis del segle xvi. Des d'aleshores, el repertori es va diversificar per incloure alguns altres episodis bíblics com la venta de Josep, la lluita de David contra Goliat, el sacrifici d'Isaac, Hannah i Pnina, o la saviesa del Rei Salomó. Les actuacions estaven adornades amb actuacions, balls, cançons i música.

## Teatre ídix modern
En la segona meitat del segle xix, el teatre idish va obeir a dos imperatius: instruir i entretenir. Els autors escriuen denúncies socials en una manera còmica i satírica. Avrom Goldfaden (1840-1908) és el dramaturg principal d'aquesta nova tendència. Va escriure més de seixanta obres de teatre: bromes, comèdies, sàtires socials, melodrames, operetes amb temes bíblics i contemporanis.
Amb l'emigració dels jueus d'Europa Central, van aparèixer companyies de teatre a nous llocs: a Londres, a Whitechapel, París Goldfaden va establir una escola d'actuació teatral per poc temps, i sobretot al Lower East Side de Nova York, on un veritable teatre popular es va establir allà. Shomer (1849-1905), un dels escriptors més populars de Rússia, va adaptar centenars de novel·les i obres de teatre. Joseph Latteiner (1853-1935) va escriure unes 80 obres per al Teatre Oriental.
El gran escriptor Mendele Moich Sforim també es va embarcar en el teatre amb peces originals o adaptacions de les seves històries i novel·les, va ser imitat per Isaac Leib Peretz.
El teatre ídix del període d'entreguerres està ple de bones obres de teatre. A més del teatre comercial, s'està desenvolupant un teatre d'avantguarda centrat en la posada en escena i en la cohesió del conjunt. El teatre és iniciat per joves aficionats del moviment obrer. Després, els teatres professionals van néixer a Nova York en 1918.
En 1876, el jueu ucraïnès Abraham Goldfaden va fundar la primera companyia de teatre ídix professional a Romania. A l'any següent, la seva companyia va tenir un gran èxit a Bucarest i en 10 anys, Goldfaden i els seus deixebles van portar el teatre ídix a Ucraïna, Rússia, Polònia, i Alemanya. El teatre ídix es va establir a Nova York, i en altres ciutats amb importants comunitats asquenazites, després de les onades d'immigració europea que van tenir lloc al voltant de l'any 1900.
Els principals autors van ser Aaron Lebedeff, Alex Olshanetsky, Herman Wohl, Anshel Schorr, Gilrod Louis i Isadore Lillian. A França van ser representades les seves obres, però la més coneguda és probablement la famosa obra musical anomenada: "El violinista a la teulada", una obra de l'escriptor Scholem Aleijem, amb la qual Iván Rebroff es va fer famós gràcies a la famosa cançó "Si jo fos ric".
En 1882, el govern tsarista va prohibir el teatre ídix. Al començament del segle xx, tanmateix hi havia aproximadament 15 companyies sensibles a les noves idees dramàtiques.
El Teatre d'Art Jueu, va ser creat en 1908 a Odessa, una ciutat ucrainesa que aleshores formava part de l'Imperi Rus, el Teatre d'Art Jueu va adoptar un enfocament escènic simbolista, evolucionant cap a un teatre estilitzat que va arribar fins als Estats Units. La companyia teatral de Vílnius, va ser fundada en 1916 a Nova York i va implantar les tècniques expressionistes, adoptant l'estil de les avantguardes europees.
Després de la Revolució russa, va ser creat el Teatre Jueu Estatal de Moscou (G.O.S.E.T.), dirigit per Aleksei Granovski.
El G.O.S.E.T. va desenvolupar les següents característiques: atenció a les tècniques corporals, al moviment, al gest, i un rigor gairebé matemàtic en les construccions escenogràfiques.

## El teatre ídix en la Segona Guerra Mundial
Durant la Segona Guerra Mundial, les activitats teatrals van continuar en els guetos, les obres representaven una manera de resistir l'opressió dels nacionalsocialistes. Es preferien les obres nacionals o històriques amb temes messiànics.